# Набережная Сан-Антонио

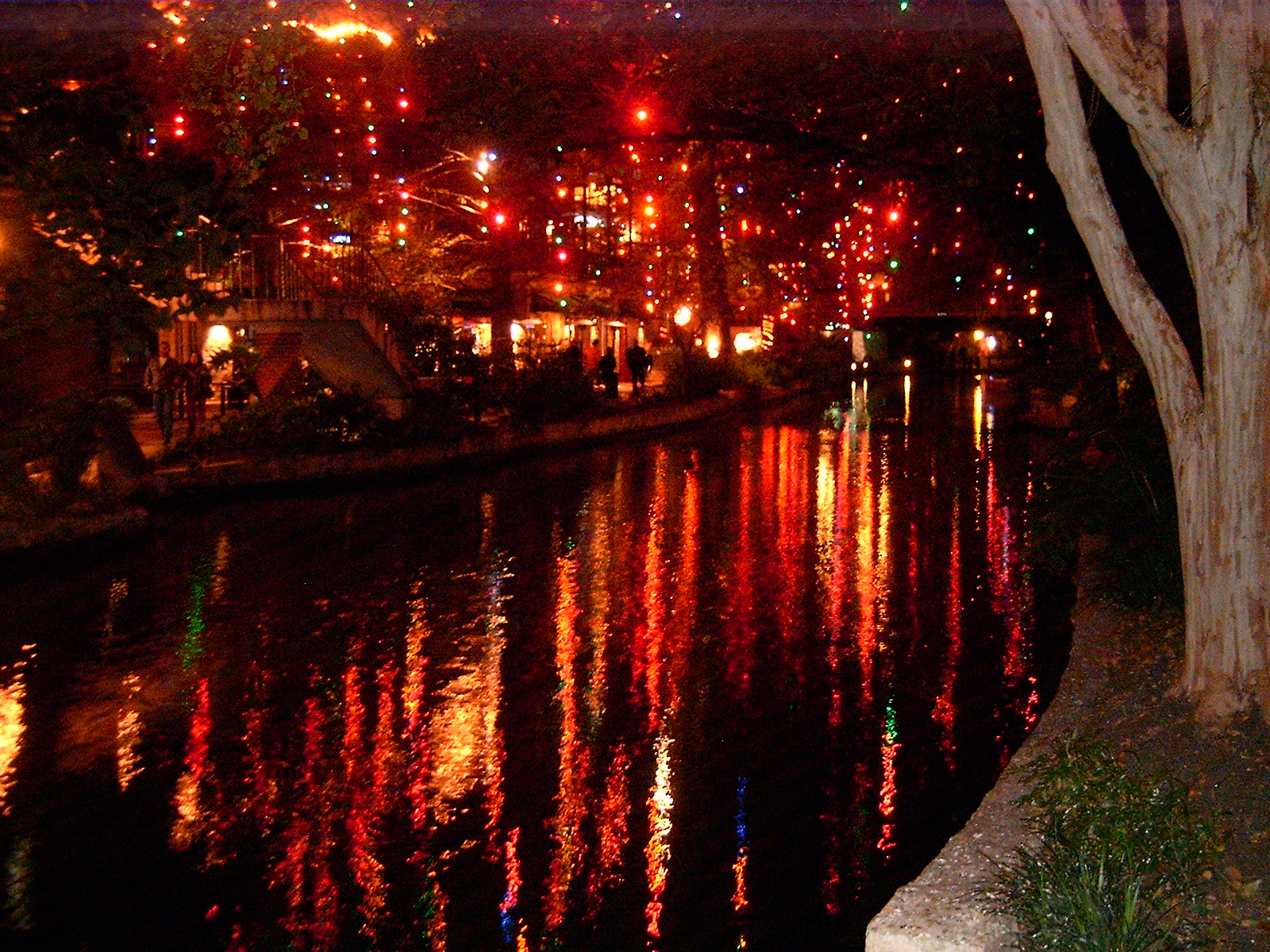
Набережная Сан-Антонио перед Новым годом

Набережная Сан-Антонио (англ. San Antonio River Walk) — крупнейший и самый знаменитый туристический район города Сан-Антонио (штат Техас, США), представляющий собой стилизованную в испано-мексиканском стиле набережную по обоим берегам реки Сан-Антонио в историческом центре города. Ежегодно набережная Сан-Антонио привлекает до 3 миллионов туристов (в основном внутренних — американских, в меньшей степени мексиканских и других латиноамериканских). Романтическая атмосфера набережной особенно популярна у молодожёнов.

## Расположение
Сегодня набережная представляет собой почти сплошную пешеходную зону, расположенную гораздо ниже уровня самого города. Вдоль неё тянется цепь кафе, ресторанов, бутиков и гостиниц. Одним уровнем выше — пересекая реку — пролегают многочисленные мосты и автомобильные шоссе, движение по которым носит в основном односторонний характер. Неподалёку располагаются другие достопримечательности Сан-Антонио — площадь Аламо, Риверцентр, Речной театр Арнесон, музей-выставка Ля Виллита, Обзорная Башня Полушарий, Башня Жизни. Во время ежегодного фестиваля Фиеста Сан Антонио, на реке проходит речной парад с плавучими лодками, усеянными цветами. Дизайнерская задумка набережной, ночью подсвеченной многочисленными огнями, базируется на древней индейской легенде, в которой жизнь человека представляется рекой времени (Рио дель Тьемпо), по которой он плывёт на лодке. Берега реки украшены многочисленной мексиканской символикой.

## Ночная жизнь
В традиционно жарких регионах Средиземноморья и Латинской Америки, после дневной сиесты, длящейся до 4 часов вечера, начинается более активная вечерняя и ещё более бурная ночная жизнь, с семейными прогулками по освещённым городским кварталам с кафе и мариачи. Несмотря на то что 70 % постоянного населения современного Сан-Антонио составляют мексиканцы, большинство местного населения не может позволить себе развлечения на набережной в силу их дороговизны (плата за большинство номеров в местных гостиницах не включает в себя многие услуги, например надо платить за просмотр телевизор, беспроводной интернет и т. д.). Основная масса современных туристов — белые американцы с севера страны, в огромном количестве прибывающие в город чтобы отпраздновать Новый год и Рождество. Большинство из них привыкло ужинать с 5 до 9, поэтому в это время узкие улочки набережной чрезвычайно переполнены (в это время особенно нужно опасаться карманников), а после 10 часов вечера резко пустеют, что не соответствует традиционному мексиканскому образу жизни. Следует иметь в виду, что набережная не патрулируются полицией, а потому после 10 часов прогуливаться здесь не совсем безопасно.

## История
Берега реки Сан-Антонио своим пейзажем издавна привлекали население, искавшее место для пикника и традиционной ночной жизни, хотя река отличалась довольно бурным течением, постоянными наводнениями и изменчивым руслом. Создание благоустроенной набережной впервые было предложено американским архитектором Робертом Гугманом, который разработал план под названием «Торговые ряды Арагона и Ромула». Согласно его плану, проектировка набережной сочетала в себе сооружение плотин для предотвращения наводнений в будущем, а также создало благоприятные условия для привлечения туристов для которых была придумана сеть магазинов и прочих торгово-развлекательных комплексов. Широкомасштабное финансирование проекта началось уже в 1939 году. В настоящее время архитектурно завершённая длина набережной составляет около 5 км (3 мили), ведутся работы по расчистке новых участков реки.

## Появление в кино
- В документальном сериале "Жизнь после людей" набережную полностью поглощает река через 50 лет без людей.